# K'tut Tantri
K'tut Tantri (Glasgow, 18 februari 1898 - Sydney, 27 juli 1997), ook wel Ketoet Tantri, geboren Muriel Stuart Walker, was een Schots-Amerikaanse schrijver en radiopresentator die van 1932 tot 1947 in Indonesië leefde en werkte. Zij was tijdens de Indonesische Onafhankelijkheidsoorlog een presentator voor de republikeinse zender Voice of Free Indonesia, en had in Britse en Nederlandse media de bijnaam 'Soerabaja Sue'. Ze kreeg internationale bekendheid door haar in 1960 gepubliceerde memoires die in verschillende talen zijn vertaald. 

## Jeugd en vertrek naar Bali
Muriel Stuart Walker werd geboren in Glasgow en emigreerde tijdens de Eerste Wereldoorlog met haar moeder naar Californië. Zij werkte in Hollywood als scenarioschrijver en was enkele jaren getrouwd met de Amerikaan Karl Penning Pearson (incidenteel werd ze ook later wel Muriel Pearson genoemd). In 1932 verliet ze de Verenigde Staten om zich te vestigen op het Indonesische eiland Bali dat op dat moment nog deel was van Nederlands-Indië. De inspiratie voor haar emigratie naar Bali was de film Bali, the last paradise, die een utopisch beeld van het eiland schetste. 
Op Bali werd Walker nauw bevriend met Anak Agung Nura de zoon van de plaatselijke radja. Zij nam de Balinese naam K'tut Tantri aan wat 'vierde kind' betekent. Zij leerde vloeiend Balinees en enkele andere Indonesische talen spreken en ontwikkelde grote sympathie voor de Indonesiërs en immense afkeer van Nederlanders, die ze als arrogante kolonisten zag.  Zij begon in 1936 een van de eerste hotels in Kuta en leerde daar verschillende westerse kunstenaars kennen, onder wie Walter Spies en Adrien le Mayeur.

## Tweede Wereldoorlog en onafhankelijkheidsstrijd
Toen Japan tijdens de Tweede Wereldoorlog Bali bezette koos Tantri er anders dan de meeste westerlingen voor om op het eiland te blijven. Na de oorlog werd ze beschuldigd van collaboratie met de Japanners. Zelf verklaarde ze echter dat ze door de Japanners gevangen was genomen en gemarteld.
In 1945 sloot Tantri zich aan bij de nationalistische groep die werd aangevoerd door de guerrillaleider Sutomo en was ooggetuige van de Slag van Soerabaja (1945). Zij werd presentator bij het republikeinse radiostation Voice of Free Indonesia en schreef artikelen voor het gelijknamige Engelstalige tijdschrift. In haar radio-uitzendingen was ze erg fel en agressief jegens het Nederlandse koloniale systeem en de militaire aanwezigheid van Britten in Indonesië. Door de Britse en Nederlandse troepen werd ze Soerabaja Sue genoemd, een verwijzing naar Tokyo Rose. Deze naam werd in de media overgenomen. Later werkte ze als tekstschrijver en presentator voor de regering van president Soekarno, die ze erg bewonderde.
In haar memoires beschrijft Tantri haar banden met nationalistische leiders als Sutomo en Amir Sjarifoeddin. Ook claimt ze dat ze een plan van pro-Nederlandse Indonesiërs om president Soekarno te vervangen door Hamengkoeboewono IX, de sultan van Jogjakarta, had weten te verijdelen. Gedurende de Indonesische Onafhankelijkheidsoorlog zou ze enkele keren clandestien naar Singapore zijn gereisd op geheime missies voor de Soekarno-regering.

## Memoires
In 1947 vertrok ze naar Australië en vandaar naar de Verenigde Staten, waar ze in 1960 haar memoires Revolt in Paradise (Nederlands: Opstand in het Paradijs) publiceerde. Dit boek was zeer succesvol en werd in verschillende talen vertaald. Plannen voor een verfilming kwamen niet van de grond omdat Tantri weigerde veranderingen in de tekst te accepteren. Op latere leeftijd vestigde ze zich in Australië, waar ze is overleden. 
In de officiële Indonesische geschiedschrijving is weinig over Tantri te vinden, volgens sommigen omdat de autoriteiten haar onorthodoxe levensstijl en agressief-opruiende radioprogramma's pijnlijk vonden. De Australische hoogleraar Tim Lindsey deed onderzoek naar het leven van K'tut Tantri; hij concludeerde dat haar memoires zeker een kern van waarheid bevatten maar dat de grens tussen feit en fantasie moeilijk te trekken is.

## Publicaties
- Revolt in Paradise. 1960.  (Nederlandse vertaling: Opstand in het Paradijs. 1995)

## Externe bronnen
- Timothy Lindsey. The Romance of K'tut Tantri and Indonesia 2008. ISBN 9793780630